# 서귀포 선덕사 대자암판묘법연화경 권3~4
서귀포 선덕사 대자암판묘법연화경 권3~4(善德寺所藏大慈庵板妙法蓮華經 券 三~四)는 대한민국 제주특별자치도 서귀포시 상효동, 선덕사에 있는 조선시대의 불경이다. 2003년 7월 2일 제주특별자치도의 유형문화재 제19-1호로 지정되었다.

## 개요
이 책은 사육신의 한 분인 성삼문의 조부인 성달생과 성개가 친히 써서 세종 4(1422년)년에 대자암에서 간행한 판본이다. 전 7권 3책 중에 권1～2와 권5～7의 2책은 결본으로, 권3～4의 1책만이 소장되어 있다. 그리고 이 책은 복장시에 전후의 표지가 제거되어 있으나, 오히려 책을 만든 여러가지의 특징을 살펴 볼 수 있는 단서를 제공하고 있다는 점에서 주목되는 바가 있다. 이는 우리의 옛 책은 일반적으로 5침으로 제본한 것이 통설이나, 선덕사본은 6침으로 내철하고 겉 표지 역시 6침으로 제본했던 흔적을 여실히 보여 주고 있다는 점이 흥미롭다. 인쇄에 사용된 지질은 세종에서 성종년간에 많이 제작된 전형적인 인경지이다.
이 선덕사본의 형태적 특징을 살펴보면, 권3의 책 제목 면을 기준으로 변란은 사주단변으로 되어 있으며, 그 반곽의 크기는 가로 13.7cm, 세로 21cm로 되어 있다. 경계선은 없으며, 반엽은 10행으로 한 행은 20자씩 배자되어 있는 형식을 보이고 있다. 특히 판심 부분은 고려본의 영향을 받은 듯 어미는 없고, 단지 판심제인 ‘법’과 그 밑으로 권수와 장수 표시가 보이고 있다. 이러한 판식은 성달생이 쓴 판본에서 볼 수 있는 두드러진 일반적인 특징 중의 하나이다. 이 책은 조선초기 세종 4(1422)년에 대자암에서 행호(行乎) 등의 주관으로 간행된 판본이며, 현재 우리나라에는 그 전본이 매우 희귀한 귀중본 전적문화재로서 동일본(기림사 소장)은 보물 제929호로 지정되어 있다.

## 참고 자료
- 선덕사소장대자암판묘법연화경 권3~4. - 국가유산청 국가유산포털